# Who Wants to Be a Superhero?
Who Wants to Be a Superhero? é um programa de reality show norte americano apresentado por Stan Lee. Os participantes devem usar uniformes e acessórios caracterizados das suas próprias histórias em quadrinhos. Toda semana, Lee realiza desafios que tendem a provar se cada participante tem mesmo "personalidades" de um super-herói.
Um ou mais super-heróis são eliminados se forem os últimos a cumprirem as tarefas ou se não for possível realizá-las. O grande vencedor final tem seu personagem como estrela em uma revista em quadrinhos da Dark Horse Comics,escrito por Stan Lee. Além de um filme pela Sci Fi Channel. O vencedor ainda recebe uma viagem com acompanhante para a Universal Studios Florida para participar de um evento de super-heróis.
O programa teve sua estréia em 27 de julho de 2006, na rede de tv a cabo Sci Fi Channel. Uma edição em DVD de dois discos foi lançada nos E.U.A pela NBC Universal Store.
Em 6 de outubro de 2006, o Sci Fi Channel anunciou a segunda temporada do programa.

## Personagens e participantes

### Primeira Temporada
- Feedback (Matthew Atherton) - Descrito como "o próximo super-herói" por Stan Lee. Grande vencedor do reality show.
- Rotiart (Jonathan Finestone) - Era um espião implantado Stan Lee para analisa os defeitos dos participantes.
- Levity (Tobias Trost) - Eliminado em um dos episódios por usar a personagem como marketing para venda de brinquedos.
- Nitro G (Darren Passarello) - Eliminado no primeiro episodio por perder o desafio
- Cell Phone Girl (Chelsea Weld) - Eliminada no segundo episodio
- The Iron/Dark Enforcer (Steel Chambers) - Eliminado no segundo episodio por não demonstrar caracteristas de um super-herói,Logo depois Stan Lee o transformou no The Dark Enforcer,um vilão que tenta atrapalhar os participantes.
- Monkey Woman (Mary Votava) - Eliminada no terceiro episodio por revelar sua verdadeira identidade.
- Ty'Veculus (E. Quincy Sloan) - Eliminado no terceiro episodio
- Creature (Tonya Kay) - Eliminado no quarto episodio.
- Lemuria (Tonatzin Mondragon) - Eliminada no quarto episodio.
- Major Victory (Chris Watters) - Eliminado no quinto episódio.
- Fat Momma (Nell Wilson) - Eliminada no último episódio,e ao contrário dos outros participantes,ela foi eliminada sem nenhuma consideração por Stan Lee.

Tabela de progresso dos episódios.
Um bloco verde  indica que o participante completou uma tarefa; vermelho indica que o participante foi indicado a eliminação.
| Superhero         | 1a    | 1b    | 1c    | 2a    | 2b    | 3a    | 3b    | 4a    | 4b    | 5    | 6        |
| ----------------- | ----- | ----- | ----- | ----- | ----- | ----- | ----- | ----- | ----- | ---- | -------- |
| Feedback          | IN    | IN    | IN    | IN    | NOM   | CONT. | CONT. | CONT. | CONT. | NOM  | Ganhador |
| Fat Momma         | IN    | IN    | CONT. | CONT. | CONT. | IN    | NOM   | NOM   | CONT. | NOM  | FORA4    |
| Major Victory     | CONT. | CONT. | CONT. | CONT. | CONT. | CONT. | CONT. | NOM   | NOM   | FORA |          |
| Lemuria           | CONT. | CONT. | CONT. | CONT. | CONT. | CONT. | CONT. | CONT. | FORA  |      |          |
| Creature          | CONT. | NOM   | CONT. | NOM   | CONT. | CONT. | CONT. | FORA  |       |      |          |
| Ty'Veculus        | CONT. | CONT. | CONT. | CONT. | NOM   | CONT. | FORA  |       |       |      |          |
| Monkey Woman      | CONT. | CONT. | NOM   | CONT. | CONT. | FORA3 |       |       |       |      |          |
| The Iron Enforcer | IN    | NOM   | NOM   | NOM   | FORA2 |       |       |       |       |      |          |
| Cell Phone Girl   | CONT. | CONT. | IN    | FORA  |       |       |       |       |       |      |          |
| Nitro G           | CONT. | CONT. | FORA  |       |       |       |       |       |       |      |          |
| Levity            | CONT. | FORA  |       |       |       |       |       |       |       |      |          |
| Rotiart           | FORA1 |       |       |       |       |       |       |       |       |      |          |

- OBS:The Iron Enforcer voltou como o vilão The Dark Enforcer.
- OBS:Monkey Woman foi eliminada sem indicação.
- OBS:Fat Momma foi a participante eliminada por último,sem nenhuma razão.

## No Brasil
No Brasil,o programa foi transmitido pelo canal Sony Entertainment Television, com um episódio por dia nas terças-feiras. Não se sabe se a segunda temporada será também transmitida no país.